# Hiroyuki Yoshiie
Hiroyuki Yoshiie (義家 弘介, Yoshiie Hiroyuki, né le 31 Mars, 1971) est un ancien homme politique japonais membre du Parti Libéral Démocrate. Il est élu à la Chambre des représentants du Japon de 2012 à 2024 dans le 16e arrondissement de Kanagawa. Il est désormais professeur à l'université Shoin. Il est natif de la préfecture de Nagano et diplômé de l'université Meiji Gakuin. 
Il est nommé Vice Ministre de la Justice au sein du quatrième cabinet Abe (deuxième remaniement). Il effectuera une tournée au Liban en mars 2020 et en profitera pour demander l'extradition de Carlos Ghosn lors d'une conférence de presse à l'ambassade du Japon
Eclaboussé par l'affaire des caisses noir du Parti Libéral Démocrate, il échoue à se faire réélire à la Chambre des Représentants en 2024 et annonce son retrait de la vie politique en janvier 2025.